# إدوارد تسيمارمان
إدوارد تسيمارمان (بالألمانية: Eduard Zimmermann)‏ هو مقدم تلفزيوني وصحفي ألماني، ولد في 4 فبراير 1929 في ميونخ في ألمانيا، وتوفي بنفس المكان في 19 سبتمبر 2009.

## وصلات خارجية
- إدوارد تسيمرمان على موقع IMDb (الإنجليزية)
- إدوارد تسيمرمان على موقع مونزينجر (الألمانية)
- إدوارد تسيمرمان على موقع قاعدة بيانات الفيلم (الإنجليزية)